# آغاونو
آغاونو (به ارمنی: Աղավնո) به آذربایجانی زابوخ  یک منطقهٔ مسکونی در جمهوری آذربایجان است که در رایون لاچین واقع شده‌است.